# Schokofrucht

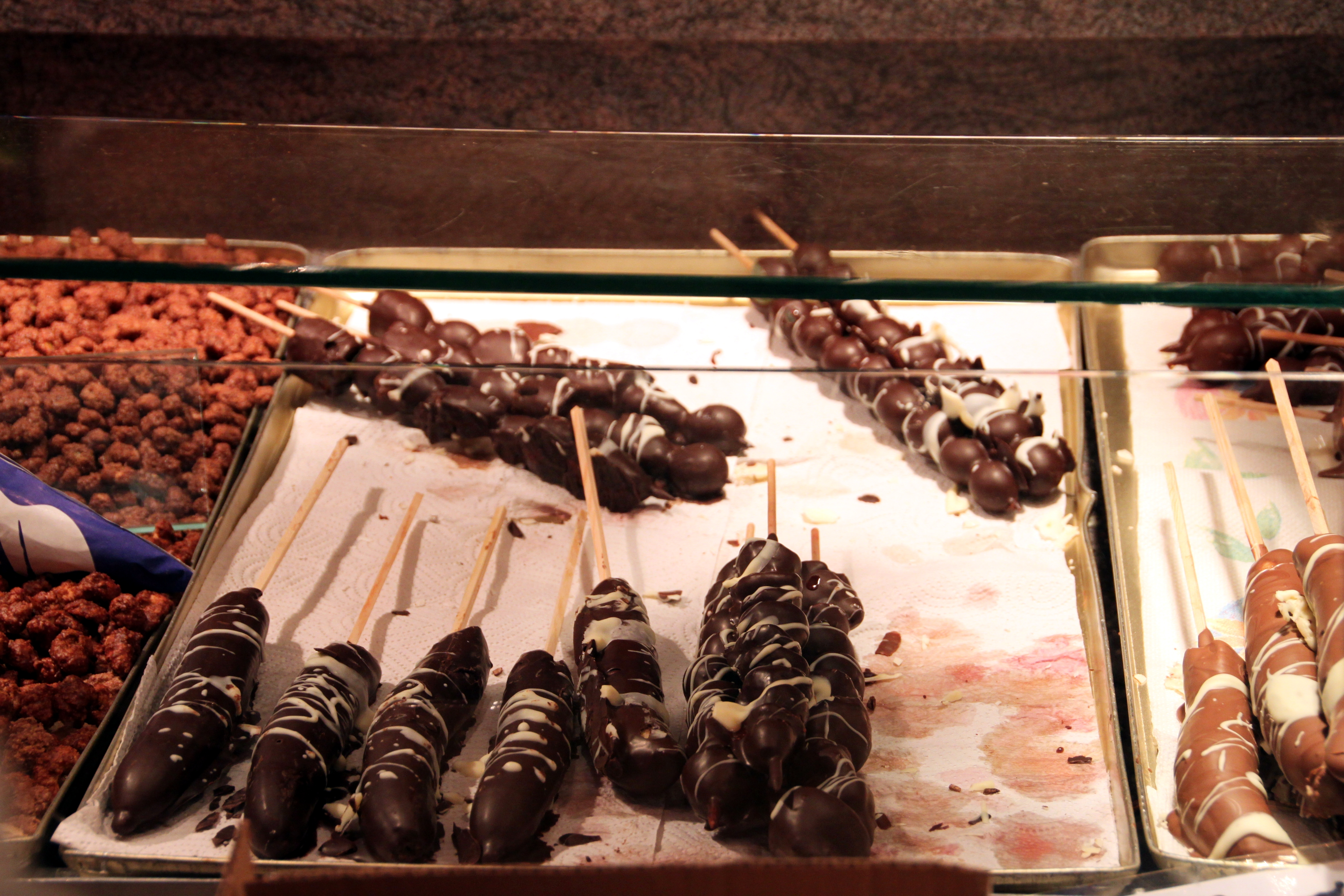
Verschiedene Schokofrüchte auf dem Weihnachtsmarkt

Unter Schokofrucht versteht man allgemein mit kakaohaltigen Glasuren überzogene Früchte.

## Allgemein
Eine Frucht oder Obst wird in eine kakaohaltige Glasur getunkt bzw. getränkt und abschließend ausgetrocknet. Bananen, Erdbeeren, Ananas und Weintrauben gehören zu den häufigst verwendeten Früchten.

### Schokobanane

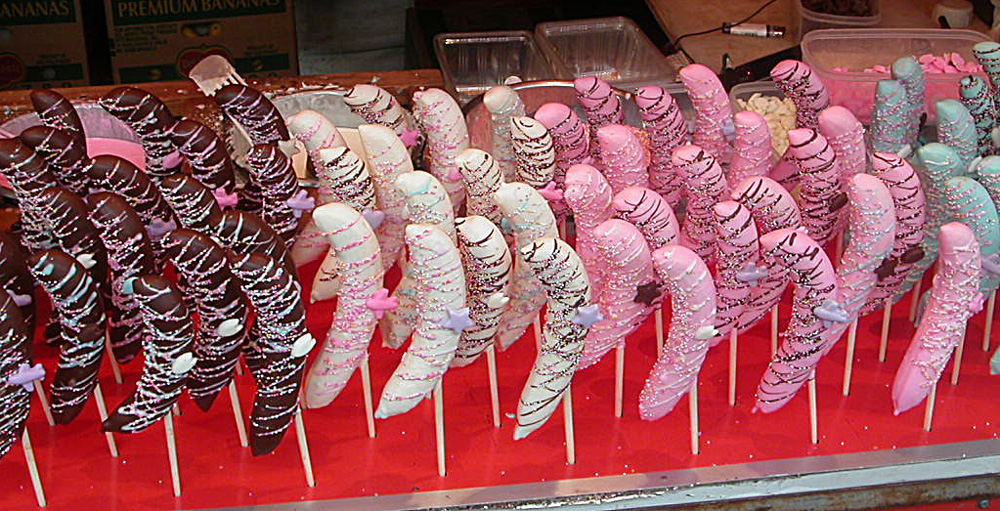
Schokobananen, dekoriert.

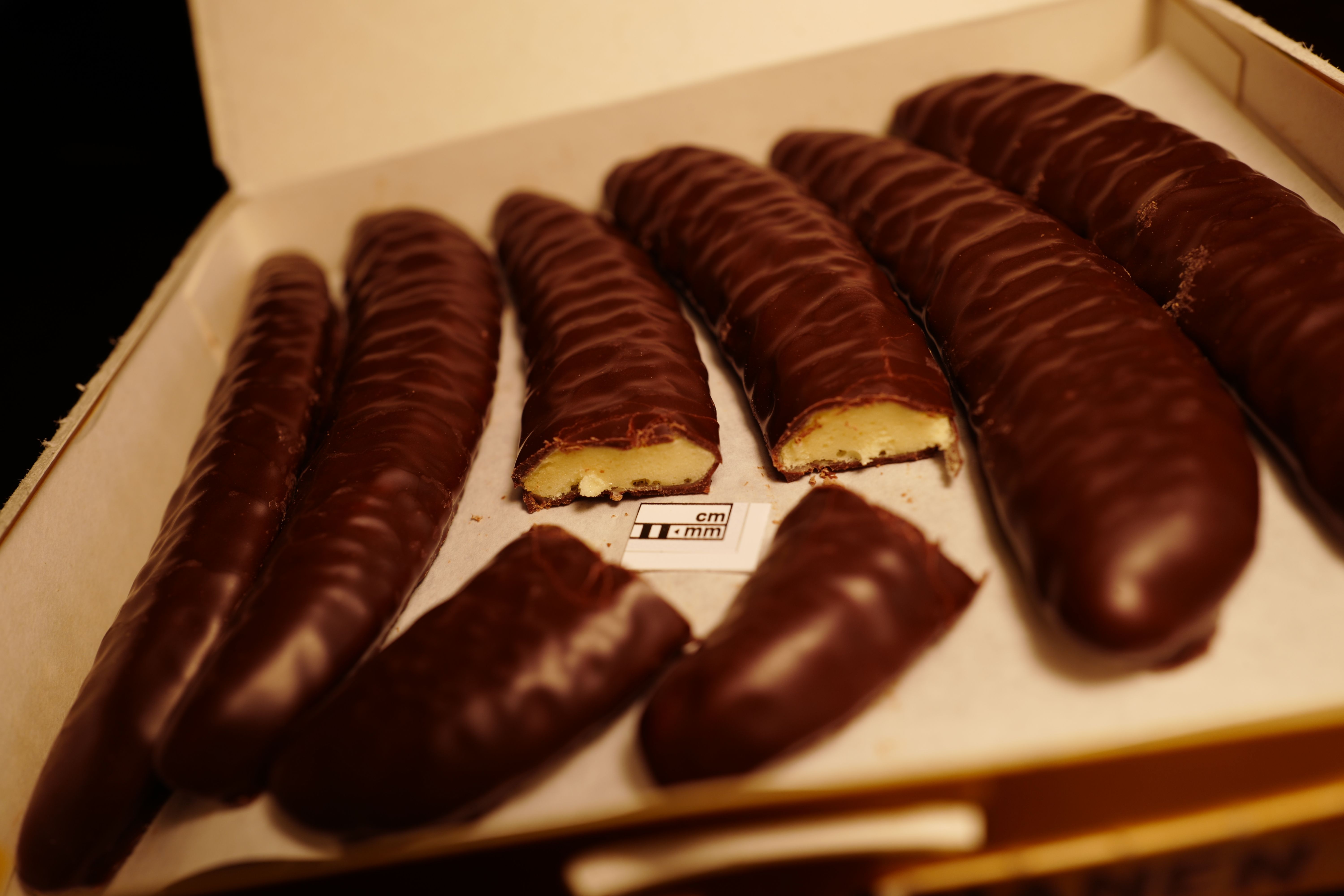
Schokobananen von Casali

Schokobananen sind mit individuellen Rezepturen in Bäckereien und Konditoreien erhältlich sowie industriell gefertigt im Einzelhandel. Die Handelsbezeichnung für (industriell) gefertigte Schokobananen ist meist Schaumzuckerware.
Rezepte für den Eigengebrauch basieren vielfach auf (aufgeschnittenen) Bananen, die mit flüssiger Schokolade übergossen werden. Diese namensgebenden Zutaten können jedoch um weitere Zutaten erweitert werden.
In Japan sind Schokobananen (japanisch チョコバナナ) ein Snack, der häufig an Straßenständen bei Volksfesten (Matsuri) erhältlich ist. Es handelt sich dabei um eine ganze Banane mit einer Schokolade-Beschichtung und einem Einwegstäbchen aus Holz (Waribashi) als Handgriff.

### Schokoerdbeere

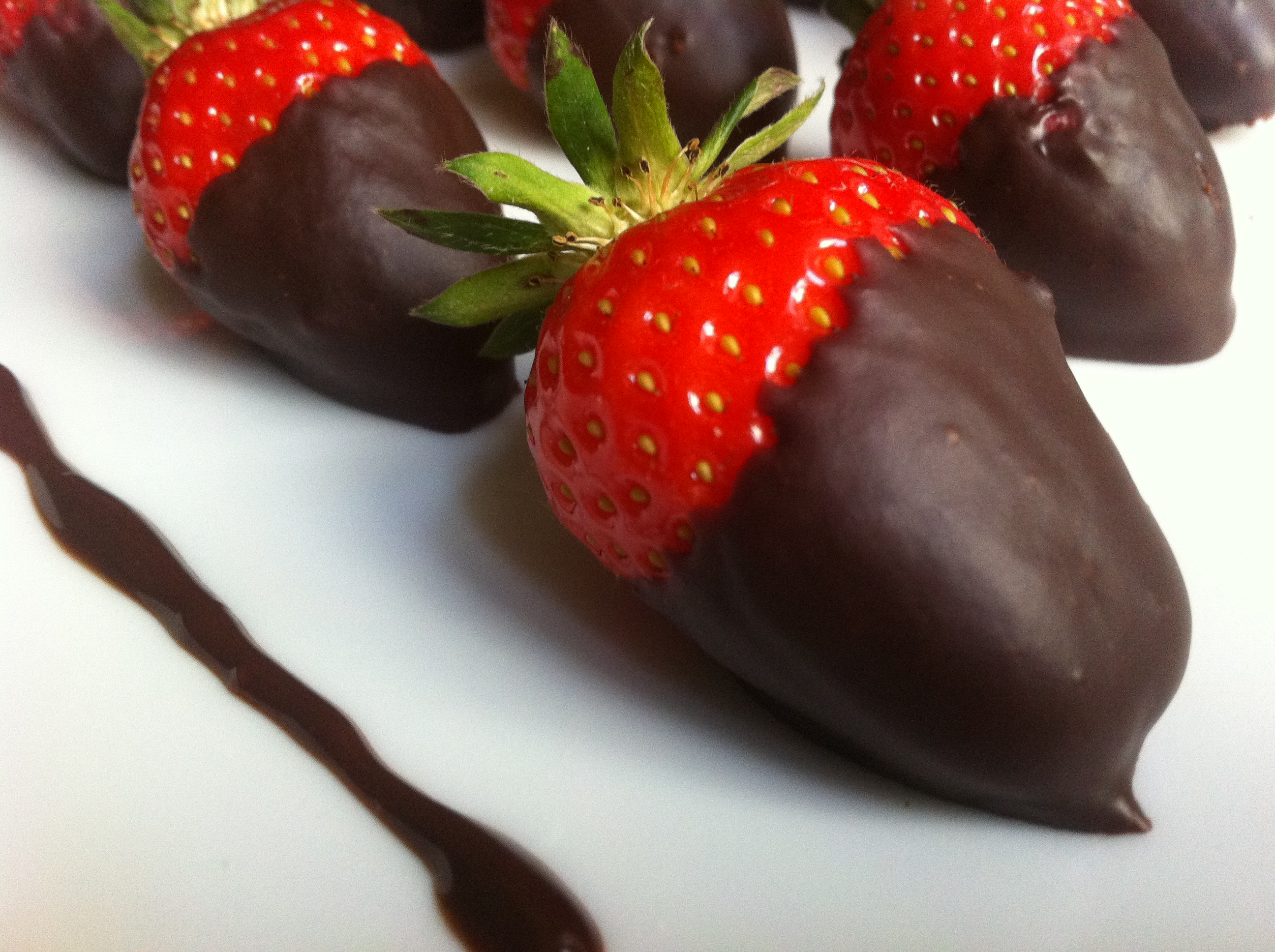
Schokoerdbeere

Die Schokoerdbeere wird oftmals am Valentinstag in den Vereinigten Staaten verschenkt.